# Baby Don’t Cry
Baby Don’t Cry – trzydziesty singel Namie Amuro w Avex Trax. W pierwszym tygodniu sprzedano 52 168 kopii, natomiast całościowo 144 081. Singel utrzymywał się czternaście tygodni w rankingu Oricon, gdzie był najwyżej na 3. pozycji. Piosenka została wykorzystana w serialu Himitsu no Hanazono.

## Lista utworów
CD
| 1. | Baby Don’t Cry          | 5:21  |
|    |                         |       |
| 2. | Nobody                  | 4:46  |
|    |                         |       |
| 3. | Baby Don’t Cry (TV Mix) | 5:21  |
|    |                         |       |
| 4. | Nobody (TV Mix)         | 4:43  |
|    |                         |       |
|    |                         | 20:11 |
|    |                         |       |
DVD
| 1. | Baby Don’t Cry (Teledysk; Promotion Video) | 5:26  |
|    |                                            |       |
|    |                                            | 05:26 |
|    |                                            |       |

## Wystąpienia na żywo
- 26 stycznia 2007 – Music Fighter
- 3 lutego 2007 – CDTV
- 5 lutego 2007 – Hey! Hey! Hey!
- 15 marca 2007 – PopJam Reprise

## Oricon
| Diagram                                                    | Pozycja |
| ---------------------------------------------------------- | ------- |
| Dzienny diagram Oricon (w pierwszym dniu sprzedaży)        | #3      |
| Tygodniowy diagram Oricon (w pierwszym tygodniu sprzedaży) | #3      |
| Miesięczny diagram Oricon (w pierwszym miesiącu sprzedaży) | #5      |
| Roczny diagram Oricon                                      | #48     |